# Juan Manuel Cerúndolo
Juan Manuel Cerúndolo (Buenos Aires, 15 novembre 2001) è un tennista argentino.
In singolare vanta un titolo nel circuito maggiore al Córdoba Open 2021, primo tennista dopo Santiago Ventura nel 2004 ad aver vinto un torneo ATP alla prima partecipazione. Ha vinto inoltre diversi tornei dell'ATP Challenger Tour e nel gennaio 2022 ha raggiunto il 79º posto del ranking ATP.

## Biografia
Proviene da una famiglia di sportivi. Il fratello maggiore Francisco è a sua volta un tennista professionista, che ha vinto alcuni titoli ATP ed è entrato nella top 20 del ranking mondiale. Anche il padre Alejandro era stato un tennista professionista, mentre la sorella Constanza ha fatto parte della squadra argentina di hockey su prato che ha vinto la medaglia d'oro ai Giochi olimpici giovanili del 2018.

## Carriera

### 2021: primo titolo ATP, 3 titoli Challengers, top 100 e Next Generation ATP Finals
Fa il suo debutto nel circuito ATP al Córdoba Open 2021 e vince il torneo partendo dalle qualificazioni battendo in finale Albert Ramos Viñolas con il punteggio di 6-0, 2-6, 6-2. Come numero 335 del mondo, diventa il quinto giocatore con il ranking più basso a vincere un titolo dell'ATP Tour dal 1990. Diventa inoltre il più giovane tennista argentino a raggiungere una finale ATP da José Acasuso nel 2001 e ad aver vinto un titolo nel circuito maggiore da Guillermo Coria nel 2001. È stato anche il primo giocatore a vincere un titolo nel suo evento ATP di debutto, dopo Santiago Ventura nel 2004.
Nel maggio successivo vince il primo titolo Challenger sulla terra rossa del Roma Open, a fine torneo raggiunge la 152ª posizione in singolare e 2 settimane dopo sale alla 146ª. Ad agosto e settembre vince il secondo e terzo titolo Challenger al Como e al Banja Luka. Entra per la prima volta nella top 100 dopo la semifinale al Challenger de Buenos Aires, diventando il quarto under 18 a entrare tra i primi 100 del ranking nel 2021.
Si qualifica alle Next Generation ATP Finals 2021, diventando il primo giocatore sudamericano a prendere parte al torneo. In quei giorni porta il best ranking all'85º posto mondiale. Esce dal torneo nel round robin dopo le sconfitte subite contro Brandon Nakashima, Holger Rune e Carlos Alcaraz.

### 2022: top 80, infortunio, discesa nel ranking, 2 titoli Challenger
Vince un solo incontro nei primi tre tornei ATP del gennaio 2022, che gli è sufficiente per salire al 79º posto mondiale. Dopo una serie di sconfitte, torna a mettersi in luce a marzo raggiungendo il terzo turno al Masters 1000 di Miami. Nel prosieguo della stagione subisce un infortunio all'anca che lo costringe a rinunciare a diversi tornei, non ripete i risultati della stagione precedente e a settembre crolla al 187º posto del ranking. Si riprende vincendo a ottobre i Challenger di Buenos Aires e di Coquimbo.

### 2023: 2 titoli Challenger e 2 Quarti di finale ATP
A gennaio vince il Challenger de Tigre 1 e il Challenger de Tigre 2 sconfiggendo nelle rispettive finali Murkel Dellien e Jesper de Jong. Continua a risalire la classifica raggiungendo i quarti di finale all'ATP del Córdoba Open, nel prosieguo della stagione vince alcuni altri incontri nei tornei ATP, consegue altri discreti risultati nei Challenger e a luglio rientra nella top 100. Nella trasferta estiva nordamericana si spinge fino ai quarti al Winston-Salem Open e al secondo turno agli US Open e risale all'88º posto mondiale. Chiude il 2023 al 120º dopo i negativi risultati di fine stagione.

### 2024: 3 titoli Challenger
Continua a scendere nel ranking nei primi mesi del 2024 e si riscatta a giugno vincendo due Challenger consecutivi a Lima e a Santa Cruz de la Sierra. Nei tornei successivi non trova risultati di rilievo, a settembre esce dalla top 200 e a fine mese vince il Challenger Antofagasta.

## Statistiche
Aggiornate al 21 luglio 2025.

### Singolare

#### Vittorie (1)
| Legenda                   |
| Grande Slam (0)           |
| ATP Finals (0)            |
| ATP Tour Masters 1000 (0) |
| ATP Tour 500 (0)          |
| ATP Tour 250 (1)          |

| N. | Data             | Torneo                | Superficie  | Avversario in finale | Punteggio     |
| 1. | 28 febbraio 2021 | Córdoba Open, Córdoba | Terra rossa | Albert Ramos Viñolas | 6-0, 2-6, 6-2 |

#### Finali perse (1)
| Legenda                   |
| Grande Slam (0)           |
| ATP Finals (0)            |
| ATP Tour Masters 1000 (0) |
| ATP Tour 500 (0)          |
| ATP Tour 250 (1)          |

| N. | Data           | Torneo                    | Superficie  | Avversario in finale | Punteggio     |
| 1. | 20 luglio 2025 | Swiss Open Gstaad, Gstaad | Terra rossa | Alexander Bublik     | 4-6, 6-4, 3-6 |

### Tornei minori

#### Singolare

##### Vittorie (13)
| Legenda tornei minori     |
| Challenger (10)           |
| ITF World Tennis Tour (3) |

| N.  | Data              | Torneo                                            | Superficie  | Avversario in finale   | Punteggio     |
| 1.  | 16 giugno 2019    | M15 Tabarka, Tabarka                              | Terra rossa | Antoine Escoffier      | 6-4, 7-6(6)   |
| 2.  | 25 agosto 2019    | M15 Finlandia, Helsinki                           | Terra rossa | Patrik Niklas-Salminen | 6-2, 6-3      |
| 3.  | 6 ottobre 2019    | M15 Cile, Santiago del Cile                       | Terra rossa | Sebastián Báez         | 6-1, 2-6, 6-3 |
| 4.  | 2 maggio 2021     | Roma Open II, Roma                                | Terra rossa | Flavio Cobolli         | 6-2, 3-6, 6-3 |
| 5.  | 5 settembre 2021  | Città di Como Challenger, Como                    | Terra rossa | Gian Marco Moroni      | 7-5, 7-6(7)   |
| 6.  | 12 settembre 2021 | Banja Luka Challenger, Banja Luka                 | Terra rossa | Nikola Milojević       | 6-3, 6-1      |
| 7.  | 2 ottobre 2022    | Challenger de Buenos Aires, Buenos Aires          | Terra rossa | Camilo Ugo Carabelli   | 6-4, 2-6, 7-5 |
| 8.  | 23 ottobre 2022   | Challenger Coquimbo II, Coquimbo                  | Terra rossa | Facundo Díaz Acosta    | 6-3, 3-6, 6-4 |
| 9.  | 8 gennaio 2023    | Challenger de Tigre, Tigre                        | Terra rossa | Murkel Dellien         | 4-6, 6-4, 6-2 |
| 10. | 15 gennaio 2023   | Challenger de Tigre II, Tigre                     | Terra rossa | Jesper de Jong         | 6-3, 2-6, 6-2 |
| 11. | 16 giugno 2024    | Lima Challenger, Lima                             | Terra rossa | Pedro Boscardin Dias   | 6-4, 6-3      |
| 12. | 23 giugno 2024    | Santa Cruz Challenger II, Santa Cruz de la Sierra | Terra rossa | Álvaro Guillén Meza    | 3-6, 6-1, 6-4 |
| 13. | 29 settembre 2024 | Challenger Antofagasta, Antofagasta               | Terra rossa | Daniel Vallejo         | 3-6, 6-2, 6-4 |

##### Sconfitte in finale (8)
| Legenda tornei minori     |
| Challenger (4)            |
| ITF World Tennis Tour (4) |

| N. | Data            | Torneo                          | Superficie  | Avversario in finale       | Punteggio     |
| 1. | 18 agosto 2019  | M15 Ungheria, Baja              | Terra rossa | Máté Valkusz               | 4-6, 6-4, 2-6 |
| 2. | 27 ottobre 2019 | M15 Argentina, Junín            | Terra rossa | Hernán Casanova            | 2-6, 1-6      |
| 3. | 8 marzo 2020    | M15 Argentina, Buenos Aires     | Terra rossa | Facundo Díaz Acosta        | 4-6, 3-6      |
| 4. | 24 gennaio 2021 | M15 Turchia, Adalia             | Terra rossa | Giovanni Fonio             | walkover      |
| 5. | 15 agosto 2021  | Meerbusch Challenger, Meerbusch | Terra rossa | Marcelo Tomás Barrios Vera | 6(7)-7, 3-6   |
| 6. | 31 ottobre 2021 | Lima Challenger II, Lima        | Terra rossa | Nicolás Jarry              | 2-6, 5-7      |
| 7. | 23 aprile 2023  | Oeiras Challenger, Oeiras       | Terra rossa | Zsombor Piros              | 3-6, 4-6      |
| 8. | 12 luglio 2025  | Braunschweig Open, Braunschweig | Terra rossa | Mariano Navone             | 3-6, 5-7      |

#### Doppio

##### Vittorie (1)
| Legenda tornei minori     |
| Challenger (0)            |
| ITF World Tennis Tour (1) |

| N. | Data            | Torneo              | Superficie  | Compagno     | Avversari in finale            | Punteggio |
| 1. | 17 gennaio 2021 | M15 Turchia, Adalia | Terra rossa | Pedro Cachín | Vladyslav Orlov Denis Yevseyev | 7-5, 6-2  |

##### Sconfitte in finale (2)
| Legenda tornei minori     |
| Challenger (1)            |
| ITF World Tennis Tour (1) |

| N. | Data            | Torneo                     | Superficie  | Compagno               | Avversari in finale      | Punteggio   |
| 1. | 18 agosto 2019  | M15 Ungheria, Baja         | Terra rossa | Francisco Comesaña     | Petr Hájek Ondřej Krstev | 6(5)-7, 3-6 |
| 2. | 2 febbraio 2020 | Punta Open, Punta del Este | Terra rossa | Thiago Agustín Tirante | Orlando Luz Rafael Matos | 4-6, 2-6    |

## Risultati in progressione
| Sigla | Risultato               |
| ----- | ----------------------- |
| V     | Vincitore               |
| F     | Finalista               |
| SF    | Semifinalista           |
| O     | Oro olimpico            |
| A     | Argento olimpico        |
| SF    | Bronzo olimpico         |
| QF    | Quarti di Finale        |
| 4T    | Quarto turno            |
| 3T    | Terzo turno             |
| 2T    | Secondo turno           |
| 1T    | Primo turno             |
| RR    | Round Robin             |
| LQ    | Turno di qualificazione |
| A     | Assente                 |
| ND    | Non disputato           |

| Legenda superfici    |
| -------------------- |
| Cemento              |
| Terra battuta        |
| Erba                 |
| Superficie variabile |

| Tornei               | 2021  | 2022  | 2023  | Titoli   | V-S      | V%       |
| -------------------- | ----- | ----- | ----- | -------- | -------- | -------- |
| Tornei Grande Slam   |       |       |       |          |          |          |
| Australian Open      | A     | 1T    | A     | 0 / 1    | 0-1      | 0%       |
| Roland Garros        | Q3    | Q2    | Q2    | 0 / 0    | 0-0      | –        |
| Wimbledon            | Q1    | A     | 1T    | 0 / 1    | 0-1      | 0%       |
| US Open              | A     | A     | 2T    | 0 / 1    | 1-1      | 50%      |
| Vittorie-Sconfitte   | 0-0   | 0-1   | 1-2   | 0 / 3    | 1-3      | 25%      |
| Statistiche Carriera |       |       |       |          |          |          |
|                      | 2021  | 2022  | 2023  | Carriera | Carriera | Carriera |
| Tornei               | 4     | 5     | 11    | 20       | 20       | 20       |
| Titoli/Finali        | 1 / 1 | 0 / 0 | 0 / 0 | 1 / 1    | 1 / 1    | 1 / 1    |
| Totale V-S           | 6-3   | 3-5   | 6-11  | 15-19    | 15-19    | 15-19    |
| Ranking di fine anno | 89    | 151   | 120   | 873158 $ | 873158 $ | 873158 $ |